# Onofre Vicente Escrivá de Híjar
Onofre Vicente Escrivá de Híjar y Montpalau, II conde de la Alcudia (Valencia 1638 – 1688) fue un erudito, escritor y poeta valenciano del siglo XVII.

## Biografía
Destacado miembro de la nobleza valenciana del siglo XVII, Onofre Vicente fue bautizado el 13 de abril de 1638 y murió el 18 de diciembre de 1688. Era hijo primogénito de Gonzalo Escrivá de Híjar, primer conde de la Alcudia (†1652) y de Ana María Lloris y Montpalau, los cuales contrajeron matrimonio en 1634. Onofre Vicente se convirtió en heredero universal del patrimonio familiar a la muerte de su abuela paterna, Jerónima de Híjar, en 1657. A la vez que segundo conde de la Alcudia, fue barón de Xaló y de Gata, y señor de Resalany, y desde 1665, conde consorte de Gestalgar por su matrimonio con Francisca Felipa de Montsoriu y Montpalau, IV condesa de Gestalgar.
Se dedicó al estudio de la historia, las matemáticas, la astronomía y las ciencias políticas, y fomentó en Valencia la fundación de academias literarias. En 1685 fundó una academia histórico-literaria, que celebraba sus actos solemnes en el Palacio Real de Valencia. De hecho, Escrivá de Híjar fue una de las figuras más sobresalientes de la sociedad valenciana preilustrada, un humanista polifacético y amigo de tertulias que reunió una importante biblioteca en la calle del Bisbe (Obispo) de la ciudad del Turia. Como miembro del estamento militar del reino de Valencia, auxilió al virrey en la persecución de bandoleros y fue elegido en varias ocasiones justicia civil y criminal; fue cuatro veces jurado de la ciudad de Valencia, llegando a jurado en jefe en 1683 y en 1687. Fue sucedido en sus títulos nobiliarios por su hijo, Baltasar Escrivá de Híjar y Montsoriu.

## Obras
En primer lugar, cabe señalar que escribió en castellano, ejemplo claro de la castellanización de la aristocracia valenciana. Publicó, anónima, la obra de erudición varia “Clarín de la fama” (1683), y dejó inéditos un montón de manuscritos de historia, política y poesía. De su obra poética hay que destacar “Fábulas de Ulises y Circe”, más varias composiciones incluidas en volúmenes colectivos. Escribió, además, “Práctica del juego de la espada”, “Espejo político de reyes y vasallos en la vida y sucesos de Pedro IV, rey de Aragón, segundo de Valencia y Mallorca y primero de Cerdeña”, un compendio de historia de la Corona de Aragón entre los primeros monarcas y las conquistas de Italia, y “Epítome de la Historia de Aragón”. También se le atribuye una “Historia universal de España” y una “Genealogía de las casas de Escrivá, Monsoriu, Mompalau y Ferrer”, dado que era miembro o descendiente de tales casas nobiliarias.